# Aiutami a sognare
Aiutami a sognare è un film del 1981 diretto da Pupi Avati.

## Trama
Nel 1943, in piena guerra, Francesca, rimasta vedova, si trasferisce con le sue tre figlie nella sua casa di campagna, per allontanarsi dai bombardamenti su Bologna. Nella villa ritrova gli amici di infanzia e il vecchio amore Guido, che non l'ha dimenticata. Francesca ha una passione per tutto ciò che viene dall'America, come la musica e il cinema. Arriva persino a raccontare alle figlie che il marito morto in guerra in realtà sarebbe partito per gli USA, dove vivrebbe.
Un giorno un aereo americano atterra nei pressi della villa a causa di un guasto e tra il pilota e Francesca nasce una tenera amicizia, rafforzata dalla conoscenza dell'aviatore, tra l'altro ottimo pianista, per tutto ciò che è musica e canzoni del suo paese. Il pilota si impegna ad insegnare alle figlie di Francesca a suonare il pianoforte, e l'amore tra la vedova e l'americano diventa una cosa seria, ma non appena l'aereo sarà riparato, costui riparte lasciando la giovane donna ai suoi sogni e ricordi.

## Produzione
Benché ambientato nella campagna bolognese, il film fu girato soprattutto in due ville della zona di Ro Ferrarese. Per il ruolo del protagonista maschile, inizialmente Avati aveva pensato a Ben Gazzara, ma questi si dimostrò titubante ad accettare, nonostante il regista si fosse recato direttamente a New York per incontrarlo. Per le coreografie, il regista si servì del celebre Hermes Pan, già collaboratore di Fred Astaire.

## Versione televisiva
Del film fu realizzata anche un'edizione televisiva della durata di 185 minuti complessivi, che andò in onda in prima visione in tre parti, il 14, 21 e 28 dicembre 1982 alle ore 20:30 su Rete 1.

## Riconoscimenti
- 1981 - David di Donatello
  - Migliore attrice protagonista a Mariangela Melato
  - Candidatura Miglior produttore a Gianni Minervini e Antonio Avati
  - Candidatura Migliore colonna sonora a Riz Ortolani
- 1981 - Nastro d'argento
  - Migliore attrice protagonista a Mariangela Melato
  - Migliore colonna sonora a Riz Ortolani
  - Candidatura Regista del miglior film a Pupi Avati
  - Candidatura Migliore attore non protagonista a Orazio Orlando